# Đảng Norodom Ranariddh
Đảng Norodom Ranariddh (NRP, Kanakpak Norodom Ranariddh) là đảng phái chính trị Campuchia do Hoàng thân Norodom Ranariddh sáng lập, ông chính là người đã rời khỏi đảng Bảo hoàng FUNCINPEC mà mình là lãnh đạo trước đây. Trong một đại hội đảng đã đồng ý thay đổi tên chính đảng của họ là Đảng Mặt trận Dân tộc Khmer thành Đảng Norodom Ranariddh vào ngày 16 tháng 11 năm 2006 và bầu Hoàng thân Samdech Preah Norodom Ranariddh Krom làm chủ tịch đảng. Đã có lúc trong một thời gian ngắn đảng được gọi là Quốc Dân Đảng từ năm 2008 đến 2010.

## Hệ tư tưởng
Đảng Norodom Ranariddh đã đề xướng một loại ý thức hệ khác nhau hoàn toàn. Trước hết là tư tưởng bảo thủ hữu khuynh của nó nhằm thúc đẩy việc bảo tồn "điểm mốc văn hóa" của Campuchia trong khi cải thiện thủ đô theo "bản quy hoạch đại Phnôm Pênh" nhằm sửa sang "các công trình trong thành phố để" trở thành một "thành phố hiện đại" hơn hẳn. Đảng cũng muốn bảo tồn "nền văn hóa, tôn giáo và ngôn ngữ của chủng tộc Khmer." Ngoài ra NRP còn muốn đất nước ngăn chặn "việc tăng giá hàng hóa" để họ thoát khỏi "sự độc quyền về nhập khẩu hàng hóa ngoại quốc" và lấy đi "thuế quan đối với" các loại thực phẩm cần thiết mà Campuchia nhận được từ các nước khác.
Dựa trên ý tưởng đề xướng của đảng trong tư tưởng cánh tả tin rằng việc đưa ra "mức lương tối thiểu cho công nhân nhà máy" cao hơn nữa. NRP sẽ phản đối việc "các khối căn hộ đã được xây dựng tiêu chuẩn kỹ thuật tệ hại", đặc biệt là nó không có hệ thống cảnh báo cần thiết. Cuối cùng phần tự do ý thức hệ của đảng này là thúc đẩy quyền tự quyết từ các nhà lãnh đạo của Campuchia, những người chỉ nghĩ đến "quyền lực, tiền bạc và bản thân" và do đó họ sẽ làm cho người dân lo sợ bởi một chính phủ "độc tài" và quân sự. Vì vậy NRP sẽ phản đối điều này và bảo vệ "dân chủ" và "pháp quyền". Bên cạnh đó, cuối cùng với vị trí của đảng về "hệ thống tư pháp của thành phố" sẽ "cải cách" nó thoát ra khỏi bất kỳ tin tức sai trái gây thiệt hại để có thể cung cấp tính "độc lập và công bằng cho người dân."

## Hoạt động
Đảng Norodom Ranariddh được lập ra gần đây liên minh với ba đảng phái chính trị được gọi là Đảng Sam Rainsy, Đảng FUNCINPEC và Đảng Nhân quyền. Liên minh này muốn cộng đồng quốc tế và Campuchia phản đối cuộc bầu cử Campuchia đã giành "chiến thắng" vào ngày 27 tháng 7 năm 2008 của Đảng Nhân dân Campuchia vì liên minh này bốn đảng này nói rằng CPP đã "thao túng và gian lận" cuộc bầu cử.
Vào một số dịp gần đây Hoàng thân Norodom Ranariddh đã chọn cách "thoái lui khỏi chính trường" vào thứ Sáu ngày 3 tháng 10 năm 2008. Tuy nhiên, ông vẫn còn có ảnh hưởng đến "chính sách của NRP". Trong lúc xảy ra vụ việc đảng liền "bổ nhiệm" "quyền chủ tịch" Chhim Siek Leng làm "lãnh đạo tiếp theo của đảng". Ít lâu sau Norodom Ranariddh lại tham gia chính trị một lần nữa vào ngày 11 tháng 12 năm 2010, khi NRP (đã được biết đến với tên gọi Quốc Dân Đảng sau khi Norodom Ranariddh từ bỏ) quyết định đổi tên riêng của mình một lần nữa.